# Novák Katalin
Novák Katalin Éva (Szeged, 1977. szeptember 6. –) magyar politikus, jogász, közgazdász, Magyarország köztársasági elnöke 2022. május 10-től 2024. február 26-ig. Korábban család- és ifjúságügyért felelős államtitkár volt 2014 és 2020 között a harmadik és negyedik Orbán-kormányok idején, majd 2020–21-ben családokért felelős tárca nélküli miniszter lett. 2017–2021 között a Fidesz egyik alelnöke, 2018–2022 között országgyűlési képviselő.
A 2023-as Befolyáslista alapján ő volt Magyarország 10. legbefolyásosabb személye, a Forbes 2021-es listája szerint a nőknél a közéleti kategória első helyén szerepelt. 2022-ben a Fidesz–KDNP Pártszövetség köztársasági elnökjelöltje lett, jelölését követően, az alaptörvény rendelkezésének értelmében, felfüggesztette párttagságát. 2022. március 10-én az Országgyűlés a Magyar Köztársaság 6. köztársasági elnökévé választotta. 44 évesen ő lett a legfiatalabb, nőként pedig az első e poszton (női államfőként ugyanakkor megelőzte őt két magyar királynő). Kezdeményezésére a „Köztársasági Elnöki Hivatal” neve „Sándor-palotára” módosult, amit utólag jogszabálymódosításokkal is megerősítettek.
2024. február 10-én, miután nyilvánosságot kapott, hogy az előző évben elnöki kegyelemben részesítette a bicskei gyermekotthon pedofil igazgatóját fedező igazgatóhelyettest, a kitört botrány következményeként bejelentette lemondását a köztársasági elnöki posztról.

## Tanulmányai

### Belföldön
1996-ban érettségizett a szegedi SZTE Ságvári Endre Gyakorló Gimnáziumban. 1996–2001 között a Budapesti Közgazdaságtudományi és Államigazgatási Egyetemen tanult, itt szerzett okleveles közgazdász diplomát.
1999–2004 között a Szegedi Tudományegyetem Állam- és Jogtudományi Karán, valamint a Párizs-Nanterre-i Egyetem közösségi és francia jogi képzésén vett részt.

### Külföldön
Középiskolai évei alatt rövid ideig 1992-ben a Los Angeles-i Arcadia Junior High School diákja volt, 1995-ben pedig a Pont Neuf Alapítvány ösztöndíjasaként tanult Párizsban. Egyetemi hallgatóként 1999 és 2000 között francia–magyar európai uniós képzésen vett részt az IEP, Paris szervezésében Párizsban, majd 2001-ig az Institut d'Etudes Politiques de Paris ösztöndíjával a Párizsi Politikai Tanulmányok Intézete Nemzetközi kapcsolatok szakán tanult. 2002-2003 között európai uniós képzésen vett részt a francia Államigazgatási Egyetem (ENA) és a Külügyminisztérium szervezésében, Párizsban és Budapesten

## Munkahelyei
Novák Katalin teljes pályafutását fideszes parlamenti képviselőként, illetve az Orbán-kormányok különböző minisztériumainak posztjait betöltő köztisztviselőként, politikusként töltötte.
2001 és 2003 között külügyminisztériumi referensként dolgozott, majd gyermekei születése után, 2010-ben Martonyi János külügyminiszter kabinetjében lett miniszteri tanácsadó. 2012 és 2014 között Balog Zoltán miniszter kabinetfőnökeként dolgozott az Emberi Erőforrások Minisztériumában, közben 2013–2014 között a Külügyminisztérium frankofón ügyekért felelős miniszteri biztosa volt. 2014 és 2020 között az EMMI család- és ifjúságügyért felelős államtitkára, 2017-2021 között pedig a Fidesz alelnöke. A 2018-as országgyűlési választáson a Fidesz–KDNP országos listájának 4. helyéről jutott az Országgyűlésbe, ahol a Magyar–Francia Baráti Csoport elnöke lett.
2020 őszén a negyedik Orbán-kormány családokért felelős tárca nélküli miniszterévé nevezték ki. 2021 decemberében jelentette be Orbán Viktor, hogy őt jelölik Áder János köztársasági elnök utódjának, ezt követően Novák lemondott miniszteri tisztségéről. 2022. március 10-én az Országgyűlés Magyarország köztársasági elnökévé választotta.

## Közéleti megbízatásai
Politikai szerepvállalása mellett főleg frankofón ügyekkel, a családok, illetve a nők helyzetével foglalkozó szervezetek munkájában vesz részt. 2013–14-ben a Frankofónia Barátai nagyköveti csoport alelnöke volt. 2015-ben a „Political Network for Values” („Politikai Hálózat az Értékekért”) Tanácsadó Testületének alelnöke lett. Ugyanebben az évben a Német–Magyar Ifjúsági Társaság alapító tagja volt, melynek 2016-ban tanácsadó testületi tagja lett. 2016-ban a Szegedi Tudományegyetem Frankofón Egyetemi Központjának tanácsadó testületi tagja lett, 2017-ben a Családbarát fordulat 2010–2018 című kötet felelős szerkesztője volt. 2018-ban a Nők Magyarországért Klub alapító-elnöke és a Nők a Magyar Nemzetért Mozgalom elindítója volt, majd 2019-ben a Nemzetközi Demokrata Unió női tagozatának (International Women's Democrat Union) alelnöke és a Politikai Hálózat az Értékekért (Political Network for Values) elnöke lett. 2020-ban a Stratégiai és Családügyi Kabinet társelnöke lett.

## Magyarország köztársasági elnöke (2022–2024)

### Megválasztása
Főcikk: 2022-es köztársaságielnök-választás Magyarországon
Orbán Viktor 2021. december 21-én, egy Budapesten tartott nemzetközi sajtótájékoztatón újságírói kérdésre jelentette be, ami aznap hivatalos Facebook-oldalán is megjelent, hogy Novákot javasolja köztársasági elnöknek a két ciklusát 2022. május 10-én kitöltő Áder János után. A Fidesz–KDNP 2022. február 28-án jelölte Novákot hivatalosan is, miután mind a 132 kormánypárti politikus aláírta ajánlását. A 2022. márciusi köztársaságielnök-választás során Novák Katalin 137 szavazattal lett megválasztva, Róna Péterre, az ellenzék jelöltjére 51 képviselő voksolt. Megválasztását követően az ellenzéki képviselők kivonultak a teremből, gratulálni csak a kormánypárti képviselők maradtak. 2022. május 10-én lépett hivatalba, ezzel ő lett az első női, egyben a rendszerváltás utáni legfiatalabb magyar köztársasági elnök.
Novákkal szemben már jelöltségét követően több kritika is megfogalmazódott, mondván, hogy köztársasági elnökként nem fogja tudni képviselni a magyar nemzet egységét. 2022 januárjában ezért felfüggesztette Fideszes párttagságát, ám a kritikákat ezzel sem tudta visszaszorítani. Többen, köztük Hadházy Ákos független országgyűlési képviselő is olyan képeket osztott meg közösségi médiaplatformján, amelyeken Novák „Fidesz” és „OV'22” (azaz „Orbán Viktor 2022”) feliratú fülbevalókat visel. Novák egy interjújában arra a vádra, miszerint a Fidesz bábjaként fog tevékenykedni államfőként azt nyilatkozta: „akik azt mondják, én csak egy bábu leszek ebben a tisztségben, valójában nem engem, hanem a nőket becsülik le. Nem feltételezik, hogy egy nő önálló döntésekre képes, szuverén közéleti szereplő lehet”.

### Államfői tevékenysége

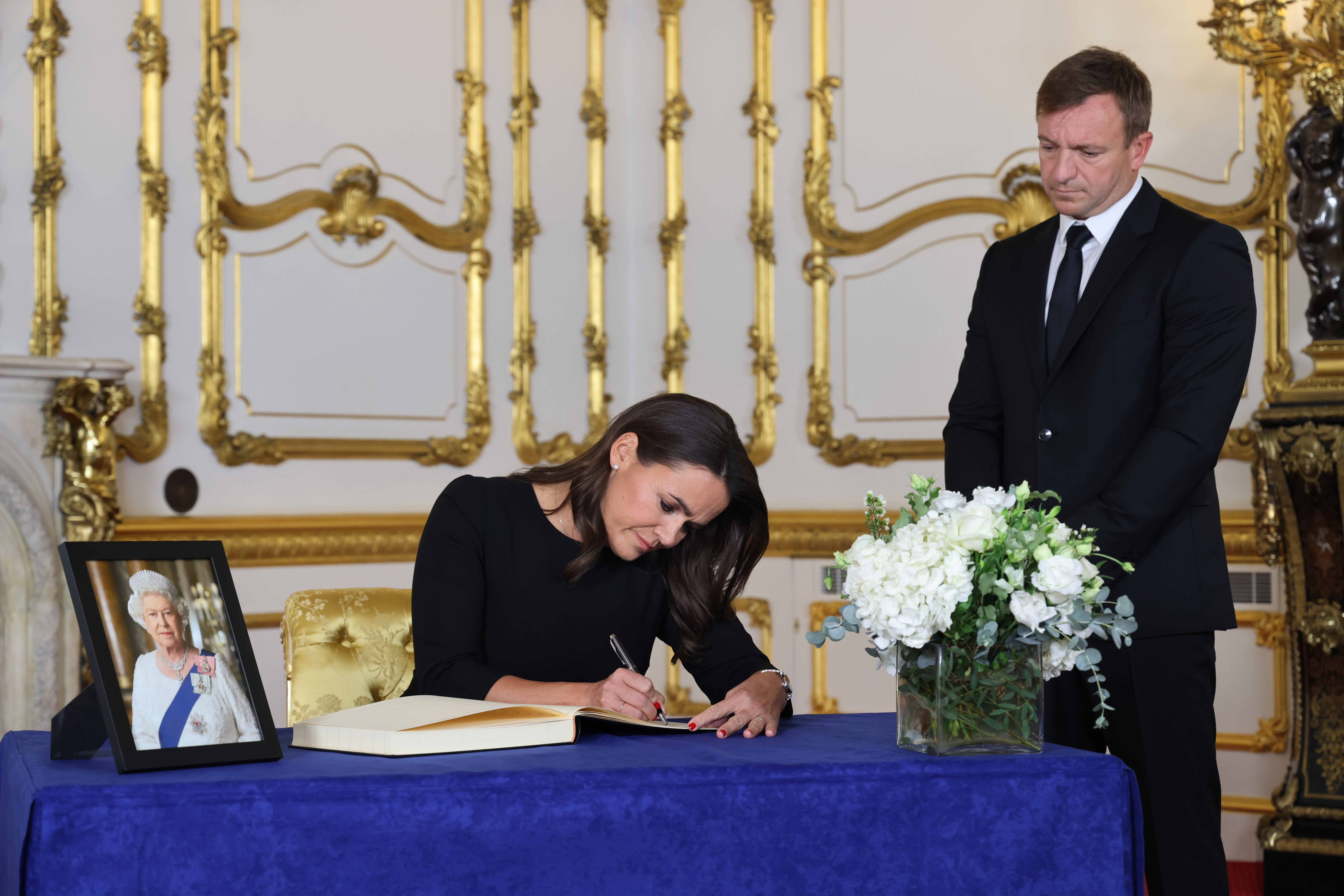
Novák Katalin és férje, Veres István részvétnyilvánítást ír II. Erzsébet brit királynő halálát követően (Lancaster House, London, Egyesült Királyság, 2022. szeptember 18.)

Beiktatását követően Novák Katalin első írott nagy interjúját a Telexnek adta, amit azzal magyarázott, hogy „köztársasági elnökként minden magyar embert képviselnem kell, és azokhoz is szeretnék eljutni, akiket az önök felületén keresztül tudok megszólítani”. Tanácsadói csapatába tizenhat közismert személyiség került, köztük Gundel Takács Gábor műsorvezető, Lackfi János író, Martonyi János volt külügyminiszter, Máté Bence természetfotós, Szörényi Levente énekes-dalszerző, és Balog Zoltán református püspök is.

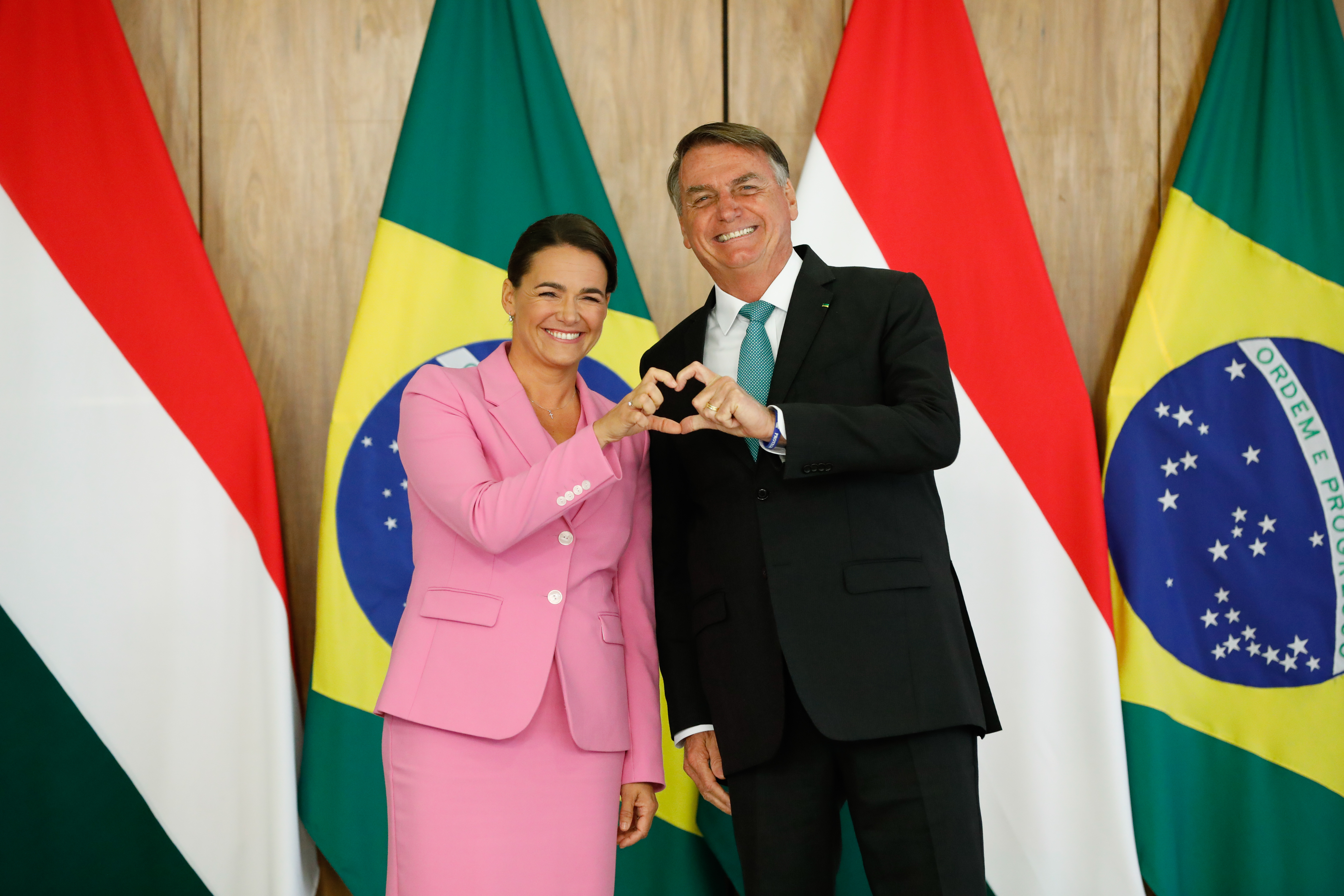
Novák hivatalos látogatásán Brazíliában, ahol Jair Bolsonaro elnökkel is találkozott (2022 júliusa)

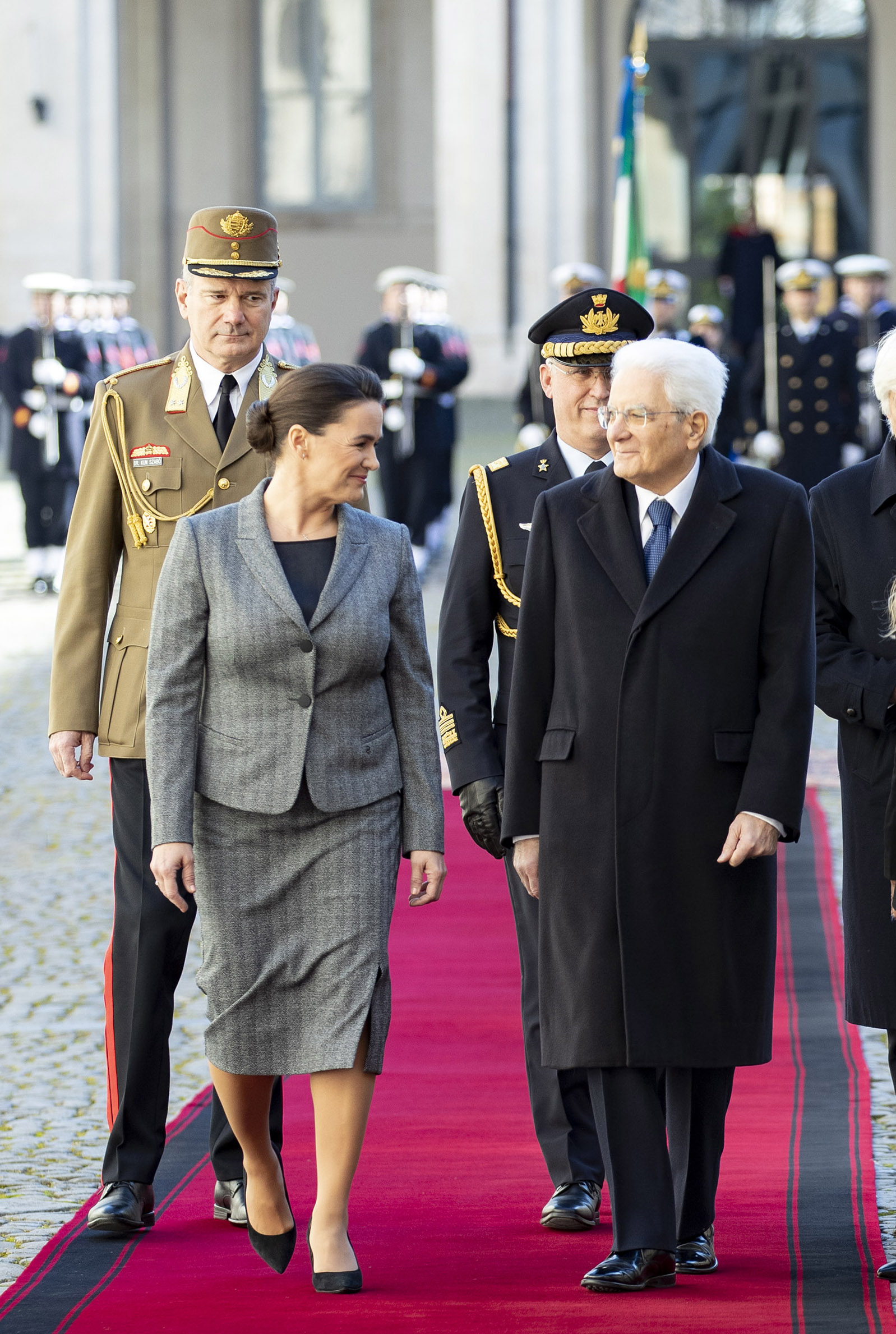
Sergio Mattarellával, Olaszország köztársasági elnökével 2023 januárjában

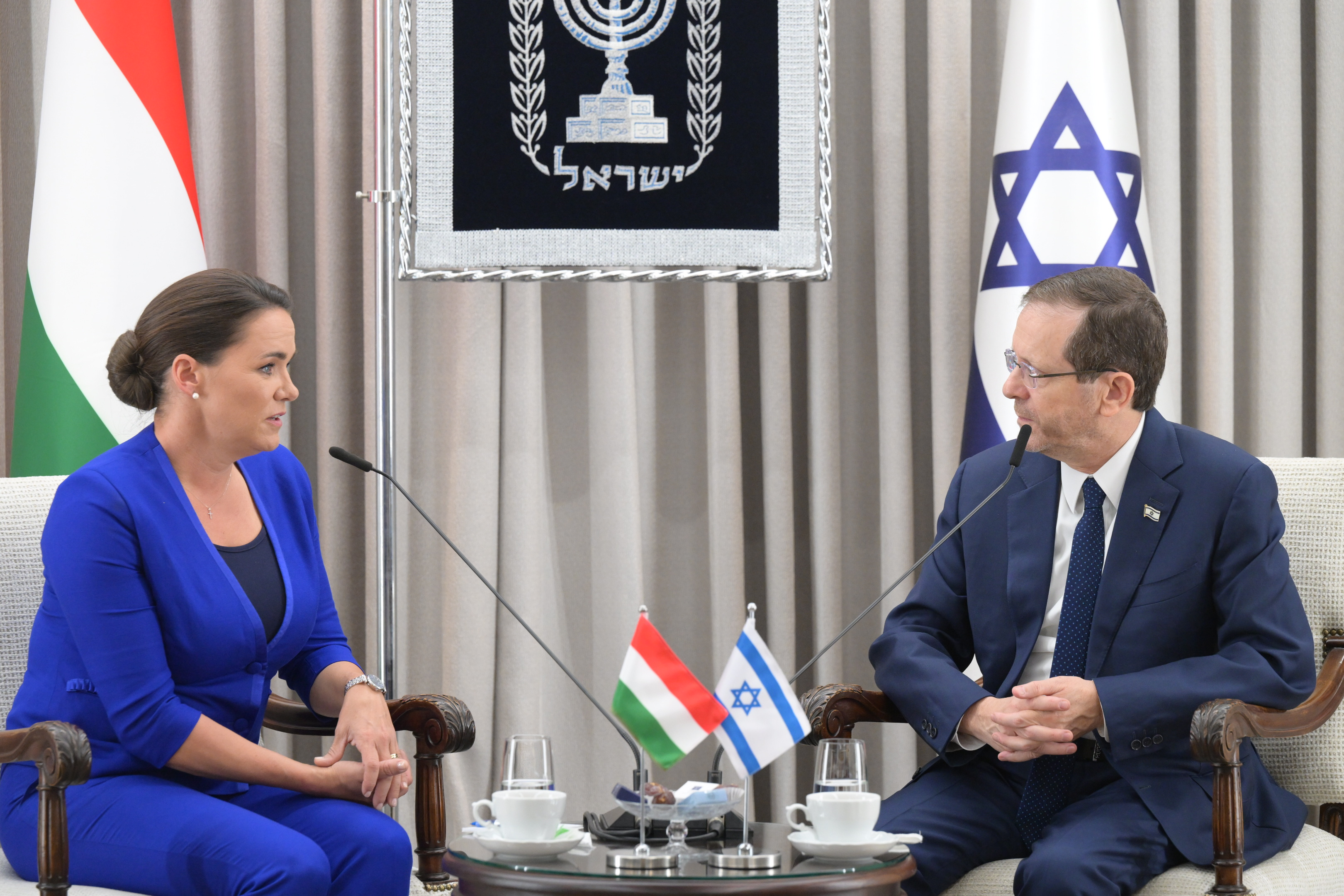
Novák találkozója Jichák Hercog elnökkel Izraelben, 2023 novemberében

Beiktatása utáni első fél évben közel egy hónapnyi időt töltött külföldön összesen huszonegy hivatalos útjával, ezzel háromszor annyit utazott mint elődje, Áder, ugyan ennyi idő alatt. Első hivatalos látogatását Lengyelországban tette, ahol találkozott többek között Mateusz Morawiecki, akkori lengyel miniszterelnökkel is. Későbbi útjai során érintette még Brazíliát, valamint a 2023-as törökországi és szíriai földrengéseket követően Ankarába is ellátogatott.
A 2022-es Ukrajna elleni orosz invázió után Orbán Viktor nem utazott az országba, Volodimir Zelenszkij elnökkel csak telefonos úton egyeztettek, Magyarországról csupán a Momentum Mozgalom ellenzéki képviselői utaztak a háború sújtotta Ukrajnába, 2022. november közepén. Novák ezt követően, november végén Kijevbe ment, ahol találkozott Zelenszkij elnökkel, egyúttal kifejtette, hogy Vlagyimir Putyin orosz elnök felelőssége a háború kirobbanásában „kristálytiszta”, egyúttal egy mielőbbi igazságos orosz-ukrán béke megkötését sürgette, bár azt nem fejtette ki, hogy ő mit tartana igazságos békének a felek között. Később, második ukrajnai látogatása során 2023 augusztusában arról beszélt, hogy Ukrajna területi integritása vitán felül áll, ők maguk a jogaikért harcolnak. Novák elköteleződését Ukrajna irányába fontos diplomáciai gesztusnak tartották, ám az Orbán-kormány háborúhoz való viszonyulásán nem tudott érdemben változtatni.
A 2023-as Izrael–Hamász-háború kitörését követően Novák szolidaritási látogatást tett Izraelben, amire Ausztráliából visszafelé tartva került sor. November 5-én találkozott Jichák Hercog izraeli elnökkel, majd a vizitet követő videós bejegyzésében kifejtette, hogy „kiállunk Izrael mellett! Mindenkinek, így Izraelnek is joga van megvédenie magát azokkal szemben, akik el akarják pusztítani. Terroristákkal nem lehet tárgyalni”.
Novák Katalin elnöksége alatt a kegyelemben részesítettek aránya rekordot döntött: az esetek 8,97 százalékában, azaz 446 beadványból 40 esetben az elítéltekre nézve kedvező ítéletet hozott. 2023 áprilisában Ferenc pápa Magyarországra látogatott, ennek alkalmából, egy nappal a látogatást megelőzően Novák egyszerre huszonkét elítéltnek adott kegyelmet. A megkegyelmezettek között volt Budaházy György, valamint a Hunnia-ügyben terrorizmus vádjával korábban jogerősen elítélt további személyek is, bár a Hunnia-per vádlottjai közül hétnek már 2022 decemberében megkegyelmezett.

### Lemondása
2024. február 2-án, Kaufmann Balázs, a 444 újságírójának cikke nyomán vált nyilvánossá, hogy előző év áprilisában a pápalátogatásra hivatkozva Novák kegyelmet adott Kónya Endrének, a bicskei gyermekotthon igazgatóhelyettesének, aki fedezte az intézmény pedofiliáért perbe fogott igazgatóját, és hamis vallomást akart aláíratni az egyik bántalmazott gyermekkel. Az ügy komoly társadalmi felháborodást eredményezett, számos politikai és közéleti szereplő is élesen bírálta döntését. Február 3-án Donáth Anna, a Momentum elnöke elsőként szólította fel Novákot, hogy mondjon le tisztségéről. Ezt követően az összes ellenzéki párt a Mi Hazánkig bezárólag követelte a lemondását.

Novák több napos, az ügyben való hallgatást követően február 6-án az ATV kérdésére a Sándor-palotában elmondta, hogy szerinte minden kegyelmi döntés megosztó, és azt mondta: 
„Undorodom a pedofíliától, az egyik leggusztustalanabb, legsúlyosabb bűncselekménynek tartom. Az én elnökségem alatt nem volt és nem is lesz kegyelem a pedofiloknak, ez így volt ebben az esetben is”. 
Több kérdésre az üggyel kapcsolatban azonban nem válaszolt, döntésére nem adott magyarázatot. A következő napon, február 7-én Donáth Anna levélben fordult az elnök tanácsadóihoz, és arra kérte őket, hogy szólaljanak meg az ügyben, ne maradjanak csendben. Az elnök tanácsadói a következő napokban sorra kezdtek lemondani: elsőként Gundel Takács Gábor, majd őt követte Lackfi János és Szörényi Levente, míg elhatárolódását fejezte ki Tomán Szabina és Czeizel Barbara is.
Február 8-án Novák hivatalos látogatásra ment Katarba, a 2024-es férfi vízilabda-világbajnokságra. Külföldi tartózkodása alatt Budapesten február 9-én a Momentum szervezésében demonstrációt tartottak több ezer fő részvételével a Sándor-palotánál, Novák lemondását követelve. Másnap Bayer Zsolt jobboldali publicista egy írásában kifejtette, hogy válaszokat vár az államfőtől. Novák február 10-én megszakította hivatalos útját és 12 óra 45 perckor visszaérkezett Budapestre. Aznap délután fél 6-kor, az M1-en sugárzott beszédében bocsánatot kért azoktól, akiket megbántott, és minden olyan áldozattól, aki úgy érezhette, nem áll ki mellette, majd bejelentette: hibázott és lemond a köztársaság elnöki tisztségről. A botrány hatására Orbán Viktor alaptörvény-módosítást jelentett be, emellett Novák lemondásával egyidőben Varga Judit, a kegyelmi döntést ellenjegyző korábbi igazságügy-miniszter is lemondott országgyűlési mandátumáról és bejelentette visszavonulását a közélettől.

## Lemondása után
2024 szeptemberében egy Twitter/X bejegyzésben tudatta, hogy egy Stephen J. Shaw nevű demográfussal közösen alapított X·Y Worldwide nevű non-profit szervezet vezérigazgatója lesz, és „azon dolgozik majd, hogy világszerte növelje a születések számát”.
Mikor 2025. június 17-én a temesvári Közéleti Kávéház értelmiségi klub meghívásán vett részt elmondta, hogy a szöuli főpolgármester demográfiai ügyekért felelős tanácsadójaként is tevékenykedik.

## Öltözködési stílusa

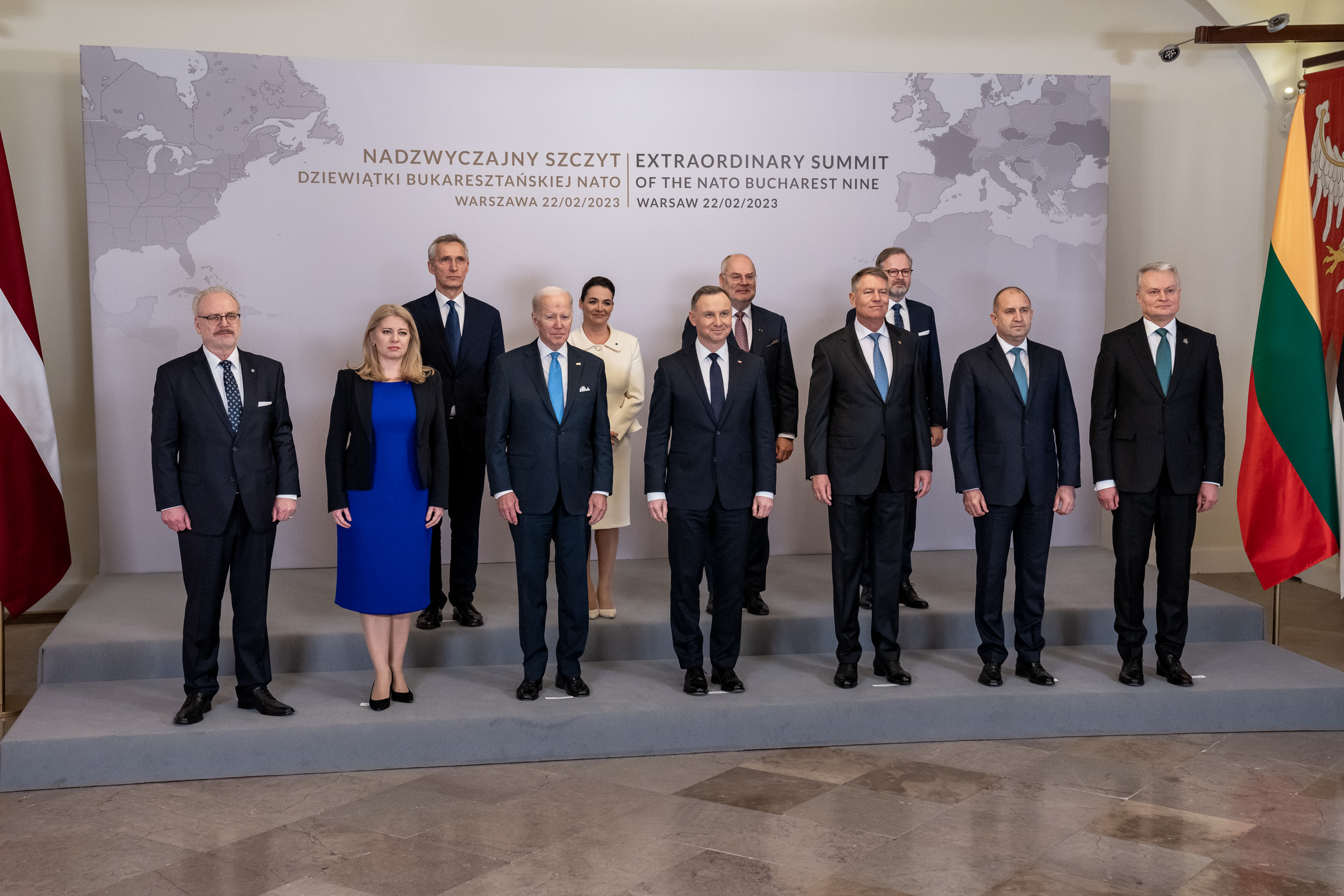
A Bukaresti Kilencek 2023-as találkozóján Novák többek között Joe Biden amerikai elnökkel is találkozott. Az eseményen Dobor Dorina magyar divattervező ruháit viselte

Novák Katalin öltözködése államfőként 2022. májusi megválasztása után 2024. februári lemondásáig rendszeres beszédtémát jelentett. Törvény írja elő, hogy a köztársasági elnök mekkora összeget fordíthat a megjelenésére, ez 2024-re mintegy 396,8 millió forintot tett ki. 2022. május 14-i Kossuth Lajos téri beiktatási ceremónián viselt jégkék selyem shantung ruhája több kritikát is kapott: protokollszakértők és stylistok pozitívan értékelték a ruha békét szimbolizálni hivatott kék színét, de kedvezőtlenül nyilatkoztak annak hosszáról, valamint erősen gyűrődő anyagáról.
Elnökként tudatosan törekedett arra, hogy hazai, már befutott vagy pályakezdő magyar tervezők ruhadarabjait viselje. A Sándor-palota a Blikknek adott egy válaszában azt is kifejtette, hogy Novák tudatosan kerüli az ismert külföldi márkákat. Öltözködésénél szempont volt az is, hogy egy-egy darabot többször is viselhessen, így jól variálható legyen. Elnöksége alatt megjelent Bódis Boglárka, Dobor Dorina, Fink Evelin, Hampel Katalin, Varga Viktória és Zoób Kati által tervezett darabokban is.

## Megítélése

### Ismertsége, népszerűsége
Egy évvel megválasztását követően, 2023. március 8-án jelent meg az a Medián Közvélemény- és Piackutató Intézet által készített felmérés, amely azt mutatta ki, hogy Dobrev Klára a legismertebb magyarországi női politikus (92%-os volt az ismertsége a szavazókorú népességben), és csak őt követte Novák Katalin (90%-os ismertséggel). Ugyanakkor népszerűség tekintetében már Novák vezetett: a magyar politikusnők között a szavazókorú népesség 54%-a kedvelte, ezzel ő volt a legnépszerűbb magyar női politikus. Ennek egyik legfőbb oka, hogy a köztársasági elnöknek hagyományosan nagyobb a kedveltsége mint annak a politikai formációnak, ahová sorolják (kormánypárti vagy ellenzéki).
Egy héttel a botrány következtében való lemondása után nagy visszaesés mutatkozott Novák népszerűségében. A 21 Kutatóközpont felmérése alapján a megkérdezettek több, mint fele, 51%-a adott 1-es értékelést személyének, az 5-ös skálán mindössze 2,3-as átlagot ért el. A felmérés azt is megmutatta, hogy Novákot az ellenzékiek 82%-a, míg a pártnélküliek 74%-a elutasította.

### Kritikák személye körül
Kritikusai szerint pártpolitikusként – elődjéhez, Áder Jánoshoz hasonlóan – nem képviselheti a nemzet egységét mint köztársasági elnök. Számos alkalommal egyértelműsítette párthovatartozását, 2020-ban még családokért felelős tárca nélküli miniszterként a „Hogyan lehet sikeres egy nő?” című videójában a 444.hu szerint lényegében a női emancipáció ellen foglalt állást, amit szerinte „tudatosan félremagyaráztak”, ezenkívül megvédte a homoszexuális személyek szerintük megbélyegző örökbefogadási korlátait.
2023. május 14-én a Sándor-palota nyílt napján az ott megjelent, a pedagógusokat érintő úgynevezett státusztörvény miatt tiltakozó pedagógusokkal is találkozott, akik elmondták neki a legfőbb kifogásaikat a törvény kapcsán, kiemelve, hogy a bérük és a munkakörülményeik évek óta nem változnak pozitív irányba. Ezután egy molinót is kifeszítettek, melyen Novák 2010-es, akkori blogján megjelent szavai szerepeltek: „Hálás vagyok a sorsnak, hogy nem kórházi ápolóként vagy pedagógusként élünk röhejes jövedelemből.”
A Budaházy Györgynek és társainak adott kegyelem is bírálatokat váltott ki, főleg, hogy azokat a pápalátogatásra hivatkozva adták meg, noha utólag kiderült, hogy a sértett Csintalan Sándor korábbi képviselő is közben járt három ember kegyelmének ügyében. Ungár Péter szerint Novák nem tudta megmagyarázni miért adott kegyelmet, míg a fideszes szavazók körében sem talált egyértelműen pozitív fogadtatásra a kegyelem megadása. Elemzői vélemény szerint a Fidesz Novákon keresztül a szélsőjobbnak akart kedvezni.
Nemcsak Novák, hanem az elnöki stábja is hozott egyesek szerint kifogásolható döntéseket. 2023 áprilisában a Válasz Online számára kínáltak interjúlehetőseget Novákkal, amit a kérdező Stumpf András személye miatt végül visszavontak, majd ugyanezen év novemberében Novák egy fehérvárcsurgói kastélyban tartott sajtónyilvános rendezvényéről tessékelték ki Gulyás Balázst, a Gulyáságyú Média munkatársát mindenféle legitim magyarázat nélkül.
A 2024 februárjának elején szintén a pápalátogatásra való hivatkozással Kónya Endre számára megadott kegyelem is jelentős bírálatokat váltott ki személye felé, az így kipattant botrány végül az államfői lemondásához vezetett.
Novák később sem adott indoklást a Kónya-féle kegyelemre, a lemondása után hónapokra eltűnt a nyilvánosság elől, és a volt köztársasági elnököknek járó titkársága sem árulta el mit csinált ezen idő alatt. Szeptemberben arra hivatkozva utasította el egy közterületen őt a kegyelem indokairól kérdező újságíró kérdéseit, hogy „továbbra sem érez késztetést arra, hogy beszéljen erről”, majd hozzátette, hogy szerinte a magyar sajtó képviselői „inkorrekten viselkedtek számos ponton”.
A 2025 június 17-i temesvári beszélgetésen, ahol a korábbi államfői időszakát idézte fel, a kegyelmi ügy kapcsán úgy fogalmazott, hogy „pokoli másfél év van mögötte”. Ez a megnyilvánulás is számos kritikát vont maga után, mondván az államfői privilégiumokkal rendelkező Novák részéről nem tűnik hitelesnek a panaszkodás, ezért tanácsolták neki, hogy ha valóban javítani akar a helyzetén, tárja fel a teljes igazságot, találkozzon az áldozatokkal, a gyermekvédelmi szervezetek képviselőivel, és a jelentős állami apanázsából támogassa őket, ahelyett, hogy magát állítja be áldozatnak.

## Nyelvismerete
Francia, angol és német nyelvből felsőfokú, „C” típusú, szakmai nyelvvizsgát tett. Spanyol nyelvből középszintű nyelvismerettel rendelkezik.

## Családja
Nagyapja Mohácsy Ferenc, Ágasegyházán volt iskolaigazgató, nagymamája szintén ott volt tanítónő. Gyermekkora nyarait nagyszüleinél, Ágasegyházán töltötte.  Édesanyja Mohácsy Katalin fül-orr-gégész szakorvos. Édesapja Novák Zoltán csecsemő és gyermekgyógyász, míg testvére Novák Zoltán Dávid szülész-nőgyógyász osztályvezető főorvos. Aranyklinika néven magánklinikát működtetnek.
Férje Veres István (1974–), aki 2013 óta a Magyar Nemzeti Bank pénz- és devizapiaci igazgatója. Gyermekei Ádám (2004–), Tamás (2006–) és Kata (2008–).

## Díjai, elismerései
- A francia Képviselőház emlékplakettje (2014)
- „Luchador por la Familia” (Családokért küzdők) díj, Katalónia (2016)
- „Familia et Veritas” (Család és Igazság) díj, Georgia (2016)
- Francia Nemzetgyűlés emlékérme (2017)
- Akócsi Ágnes díj, Magyar Bölcsődék Egyesülete (2017)
- NOE-díj, Nagycsaládosok Országos Egyesülete (2018)
- Pro Familie Hungariae díj, Magyar Család- és Nővédelmi Tudományos Társaság (2018)
- A Forbes őt választotta a legbefolyásosabb magyar nőnek a közéletben (2018, 2019, 2020, 2021)
- A Három Királyfi, Három Királylány Mozgalom Családok Angyala-díj kitüntetettje (Angelus Familiarum) (2019)
- A francia Becsületrend lovagkeresztje (2019)
- Popovics-díj, Magyar Nemzeti Bank, (2019)[77]
- Lengyel Köztársasági Érdemrend parancsnoki keresztje (2020)
- Magyar Szent István-rend (2022) „Magyarország köztársasági elnöke a Magyar Szent István Rend és a Magyar Érdemrend nagykereszt a nyaklánccal és az arany sugaras csillaggal fokozatának kitüntetettje.”[78]
- A Magyar Érdemrend nagykeresztje a nyaklánccal és az arany sugaras csillaggal (2022) „Magyarország köztársasági elnöke a Magyar Szent István Rend és a Magyar Érdemrend nagykereszt a nyaklánccal és az arany sugaras csillaggal fokozatának kitüntetettje.”[79]
- Díszdoktori cím (Hanjang Egyetem(wd), 2024)[80]